# هيلينا ديفيروكس
هيلينا ترافورد ديفيروكس (بالإنجليزية: Helena Devereux)‏ (2 فبراير، 1885 - 17 نوفمبر، 1975) هي من أسس مؤسسة ديفيروكس وتعتبر من رائدات مجال التربية الخاصة. ففي عام 1912، دشنت هيلينا في بيتها أول مدارس ديفيروكس للأطفال المتميزين بتكلفة أقل من 100 دولار. واليوم، أكثر من 6000 من موظفي ديفيروكس يقدمون خدمات لعشرات الآلاف من الأطفال، والمراهقين، والبالغين، وأسرهم في 11 ولاية وملايين آخرين في جميع أنحاء البلاد من خلال التعليم العام وبرامج الوقاية كل عام.

## التعليم
جدير بالذكر أن هيلينا ديفيروكس تخرجت من مدرسة فيلادلفيا الثانوية للبنات عام 1904 ومن مدرسة فيلادلفيا العادية حيث تدربت لتصبح معلمة. وبعد التخرج بدأت رحلتها في التدريس في أحد المجتمعات الأكثر حرمانًا في فيلادلفيا، في مدرسة جورج واشنطن بجنوب فيلادلفيا. وفي الوقت الذي كان قليلاً جدًا أولئك الذين يفهمون أو يعرفون عن المعوقين، اهتمت ديفيروكس بالأطفال الذين يعانون «بطء التعلم». فقد أدركت في وقت مبكر أن نظام المدارس العامة غير مجهز لتعليم الأطفال الذين يعانون من إعاقات عقلية. وكانت أفكارها البديهية تتمثل في تطوير البرامج التعليمية الفردية للأطفال ذوي الاحتياجات الخاصة إلى ما هو أبعد من وقتها. في الوقت الذي كان يشير فيه النظام إلى ذوي التعليم البطيء على أنهم «المهمشون»، كانت ديفيرو على اعتقاد بأنه من الواجب إتاحة الفرصة أمام كل طفل ليتمكن من التعلم وتحقيق الإنجازات الشخصية. كما رأت أن المعلمين الاستثنائيين هم في الحقيقة مبشرون. وبعد فترة وجيزة أصبح فصلها الفصل الدراسي الفعلي للتعليم الخاص. وفي عام 1911، قدم مجلس التربية والتعليم بفيلادلفيا عرضًا على ديفيروكس لشغل وظيفة مدير التربية الخاصة، وهو منصب جديد يهدف إلى الإشراف على إنشاء قسم التربية الخاصة. وعلى الرغم من عرض راتب مغرٍ عليها آنذاك، إلا أنها لم تلتفت إلى ذلك، معتبرةً أنه من الممكن أن يكون لها تأثير أكبر إذا تفرغت لهذا الغرض وحدها.
وكذلك في عام 1911، تلقت ديفيروكس اهتمامًا وطنيًا بعد زيارة مراسل لفصلها الدراسي. بعد ذلك بوقت قصير، تم الإعلان عن «أول دفعة من التربية الخاصة في مدرسة ابتدائية في فيلادلفيا». وبعد الإعلان عن طرق التدريس التي تستخدمها، أصبح لديفيروكس صلة بأحد أولياء الأمور في ولاية كارولينا الجنوبية، من المهتمين بأن تتعهد ديفيروكس ابنها بالرعاية التربوية. مقابل 200 دولار أمريكي، وافقت ديفيروكس على تولي مسؤولية هذا الطفل خلال فصل الصيف. وقد أصبح الطفل روبرت سيمبسون أول تلميذ بمدرسة ديفيروكس الخاصة. وفي تلك الأثناء، تلقت ديفيروكس عروضًا مماثلة من أولياء أمور آخرين لأطفال من ذوي الاحتياجات الخاصة. وفي صيف 1911، استأجرت ديفيروكس منزلاً مكونًا من ست غرف في أفالون، نيو جيرسي من أجل تعليم ثمانية أطفال ورعايتهم.

## مدارس ديفيروكس

### البداية
في عام 1912 استمر العديد من الأطفال في العيش مع هيلينا بمنزلها في فيلادلفيا، بولاية بنسلفانيا الذي أصبح أول مدرسة من مدارسها الخاصة، ولذلك يعد اللبنة الأولى في مؤسسة ديفيروكس. وخلال هذه الفترة، ظلت ديفيروكس مدرسة تعليم عادي وقامت بتوظيف مدرسين مساعدين للعناية بالأطفال وتعليمهم في فترة النهار. فلقد كرست نفسها لمواصلة الدراسة من أجل معرفة أفضل الطرق لخدمة تلاميذها. وبين عامي 1910 و1918، شاركت ديفيروكس في العديد من مساعي الدراسات العليا، بما في ذلك دراسة التحليل النفسي، والطب النفسي، وعلاج النطق في الكليات والجامعات في منطقة فيلادلفيا. كما تلقت أيضًا التدريب المهني في مجالات العلاج الوظيفي، والنجارة، والحرف اليدوية. وتركزت جميع جهودها حول تحسين مستوى تعليم من في رعايتها من تلاميذ وتعميق خبراتهم. وبدأت في عام 1914 العمل في مدارس فيلادلفيا العادية لكي تدرس لطلبة الدراسات العليا في أول دورة للتربية الخاصة في البلاد.. وقد استقالت من هذه الوظيفة عام 1918 لكي يتسنى لها متابعة هدفها في تعليم طلاب مدرستها الخاصة بدوام كامل. وفي يناير 1918 استخدمت مبلغًا قدره 94 دولارًا من الأموال المقترضة والمدخرة لاستئجار منزل في ديفون، بولاية بنسلفانيا.

### نمو المنظمة
في الأول من مايو عام 1910، أقامت هيلينا ديفيروكس وتلاميذها في البيت الذي عرف فيما بعد باسم «حجر ديفيروكس». وبعد فترة وجيزة أصبح عدد تلاميذها 12 تلميذًا، وفي عام 1919 أصبح لديها القدرة المالية لشراء العقار الذي استأجرته، بالإضافة إلى عقار مجاور آخر. وخلال عامين تضاعفت نسبة الالتحاق بالمدرسة. وفي عام 1920 اشترت عقارًا آخر في مدينة بروين المجاورة لتوفر مسكنًا لبعض من ترعاهم من الأطفال الصغار الذين يعانون إعاقة في النمو. وقد شهدت المنظمة، منذ عام 1920 فصاعدًا، نموًا مستمرًا، سواء في أعداد الملتحقين بالمدارس، أو في شراء العقارات. وفي عام 1922، أصبحت المدارس والمرافق المختلفة موحدةً تحت اسم ـ مدارس ديفيروكس.ديفيرو. كما كانت فترة الثلاثينيات فترةً عصيبة بالنسبة لديفيروكس، كما كانت عصيبةً على باقي الأمة. فعلى الرغم من العجز التشغيلي الذي بلغ 250000 دولار، إلا أن ديفيروكس استمرت في شراء العقارات في جميع أنحاء منطقة فيلادلفيا. حيث تم سداد الديون من خلال تقاسم العبء بين موظفي ديفيروكس، وقروض أولياء أمور تلاميذ ديفيروكس.
وفي عام 1938 منحت رابطة ولاية بنسلفانيا مؤسسة ديفيرو امتيازها غير الهادف للربح. كما عملت هيلينا كمديرة إلى أن استقالت عام 1957. وفي عام 1940 نقلت هيلينا ملكية جميع العقارات والمباني إلى مؤسسة ديفيروكسn. وتوسعت مؤسسة ديفيروكس بشكل هائل، بشرائها مبنى آخر في ديفو بمدينة بنسلفانيا وعقارات بلغت مساحتها 350 فدانًا في سانتا باربارا، كاليفورنيا. وقد رحبت ديفيروكس بالدكتور إدوارد إل فرنش (Edward L. French)، الذي عمل كمدير لقسم علم النفس والتربية لمدة سبع سنوات، قبل أن يصبح مدير مؤسسة ديفيروكس عند استقالة هيلينا ديفيروكس عام 1957. وبرغم استقالتها، إلا أن ديفيروكس واصلت عملها بنشاط كبير كمستشارة.
واستمرت المؤسسة في التوسع في فترة الخمسينيات والستينيات، وفتحت فروعًا لها في ولاية تكساس، وولاية ماساشوستس، وكونيتيكت، وأريزونا. وقد نالت ديفيروكس عام 1955 مكانًا لها بين صفوف النخبة الأكاديمية، كما بدأت في التدريب المهني والشراكات البحثية مع العديد من الجامعات بما في ذلك كلية المعلمين في جامعة كولومبيا، وجامعة ولاية بنسلفانيا، وجامعة بنسلفانيا، ومدرسة برين ماور للخدمة الاجتماعية، وغيرها. كما شهد عام 1957 بداية إنشاء معهد ديفيرو للبحوث والتدريب، وهي مبادرة لتوسيع التدريب المهني والبحث في أسباب بعض المشكلات النفسية عند الأطفال وعلاجها.

## التقدير والعرفان المهني
نالت ديفيروكس العديد من الجوائز بسبب عملها الابتكاري في مجال التربية الخاصة من داخل تلك الأوساط الأكاديمية والطبية. في الحقيقة أصبحت هيلينا ديفيرو في عام 1958 أول من مثّل عضوًا فخريًا للجمعية الأمريكية للطب النفسي خارج مجال الطب فضلاً عن كونها العضو الرابع من السيدات. وتجدر الإشارة إلى أن بعضًا من أولئك الذين حصلوا على تقدير في مجالات الصحة النفسية والتربية الخاصة بدأت حياتهم المهنية في مدارس ديفيروكس. ومن بين هؤلاء إدوارد إل فرانش وجون كليفورت سكوت (J. Clifford Scott)، مؤلف كتاب “طفل في الظلال” وهو دليل لآباء وأمهات الأطفال ذوي الإعاقات الذهنية. كما تعاونت ديفيروكس مع دكتور ليو كانر (Leo Kanner)، طبيب الأطفال النفسي المعروف بعمله مع التوحد. المقال الوحيد لديفيروكس الذي تم نشره في عام 1909 في العيادة النفسية كان بعنوان "تقرير بالعمل على المعوقين في المدرسة الرسمية لمدة عام.”

## حياتها الشخصية
كرست هيلينا ديفيروكس حياتها كلها للأفراد الذين تكفلت برعايتهم وللمنظمة التي أسستها. وتزوجت عام 1924 من جيمس فينتريس، وهو أرمل لإحدى صديقاتها. She continued to be called Miss Devereux. وطوال فترة زواجها التي دامت 21 عامًا، كان لهيلينا وزوجها حياةً شخصيةً خاصةً جدًا، على الرغم من التعاون معًا في شؤون المنظمة. وقد كان جيمس فينترس مؤيدًا قويًا لاستقلال زوجته ووجودها كرئيسة لمؤسسة ديفروكس، حيث شغل منصب نائب رئيسة المنظمة، وأشرف على الشؤون المالية وساهم في نمو حجم المنظمة. وفي عام 1943 تُوفي فينتريس، ولم تتزوج هيلينا بعده أبدًا. كما تركزت حياتها العائلية في ولاية بنسلفانيا على شقيقها، روبرت، والأطفال وهم ماري هيلينا ديفيرو سكوت وريتشارد بليتون ديفيرو. وأخيرًا توفيت هيلينا ديفيروكس في 17 نوفمبر من عام 1975 في بيتها بمدينة ديفون بولاية بنسلفانيا عن عمر يناهز 90 عامًا.

## وصلات خارجية
- Devereux.org history
- Biography of Helena Devereux